# Richard Lutz

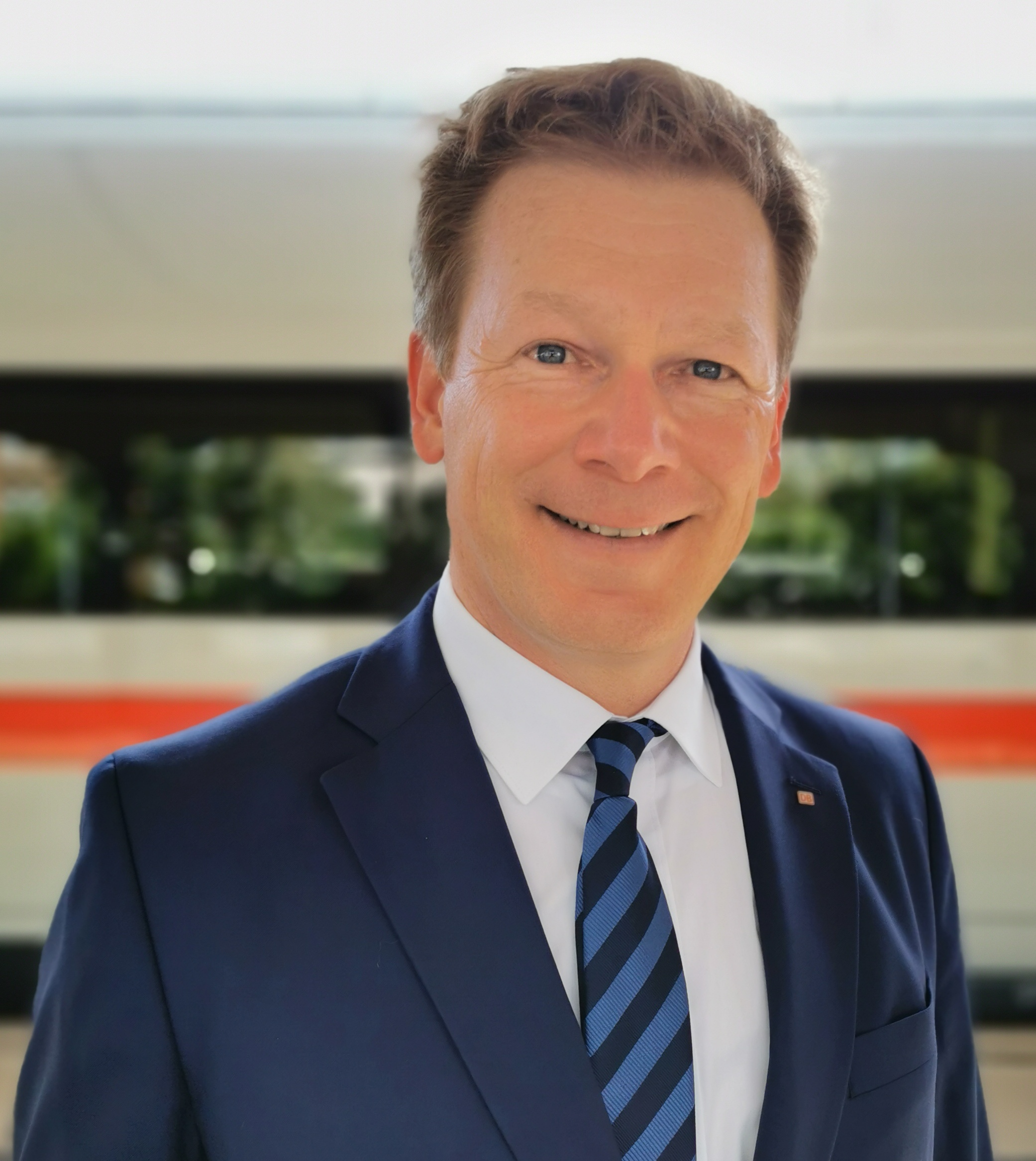
Richard Lutz (2022)

Richard Lutz (* 6. Mai 1964 in Landstuhl) ist ein deutscher Betriebswirt und Manager. Er wurde im April 2010 Mitglied des Vorstands der Deutschen Bahn AG und im März 2017 dessen Vorsitzender. Am 14. August 2025 gab das Bundesministerium für Verkehr seine Ablösung bekannt.

## Werdegang

### Früherer Werdegang
Lutz stammt aus einer Eisenbahnerfamilie und verbrachte seine Jugendzeit in Kindsbach. Lutz’ Vater arbeitete im Ausbesserungswerk der Bundesbahn in Kaiserslautern, seine Mutter als Sekretärin für die Bahn. Nach dem Abitur am Sickingen-Gymnasium nahm er an der Universität des Saarlandes ein Studium der Betriebswirtschaftslehre auf. Von 1989 bis 1994 war er als Wissenschaftlicher Mitarbeiter bei Heinz Kußmaul am Lehrstuhl für Betriebswirtschaftslehre, insbesondere Finanzierung und Investition/Betriebswirtschaftliche Steuerlehre, an der Universität Kaiserslautern tätig. 1998 wurde er dort mit einer Arbeit zum Thema Jahresabschlußanalyse bei Einheits- und Konzernunternehmung promoviert.

### Deutsche Bahn

#### Führungskraft
1994 trat Lutz in die Dienste der Deutschen Bahn AG und übernahm nach Aufgaben in den Bereichen Konzerncontrolling und -planung 2003 die Leitung des Bereichs Konzerncontrolling, wobei er fortan direkt dem Vorstand Finanzen und Controlling berichtete. Nachdem der langjährige Finanzvorstand der DB AG Diethelm Sack zum 30. März 2010 sein Amt niedergelegt hatte, wurde Lutz als dessen enger Vertrauter zu seinem Nachfolger ernannt und mit Wirkung zum 1. April 2010 zum Vorstand Finanzen und Controlling der Deutschen Bahn AG und der DB Mobility Logistics AG berufen. Sein bis 2013 laufender Vertrag wurde am 20. Juni 2012 vorzeitig bis 2018 verlängert.
Um 2015 galt er, neben seinen damaligen Mitvorständen Volker Kefer, Berthold Huber und Ronald Pofalla, als möglicher Nachfolger des damaligen Bahnchefs Rüdiger Grube. Ab dem 1. August 2015 gehörten auch der europaweit tätige britische Bus- und Schienenverkehrsanbieter DB Arriva, der Logistikdienstleister DB Schenker Logistics und die Bereiche Beschaffung und IT zu Lutz’ Verantwortungsbereich.

#### Vorstandsvorsitzender

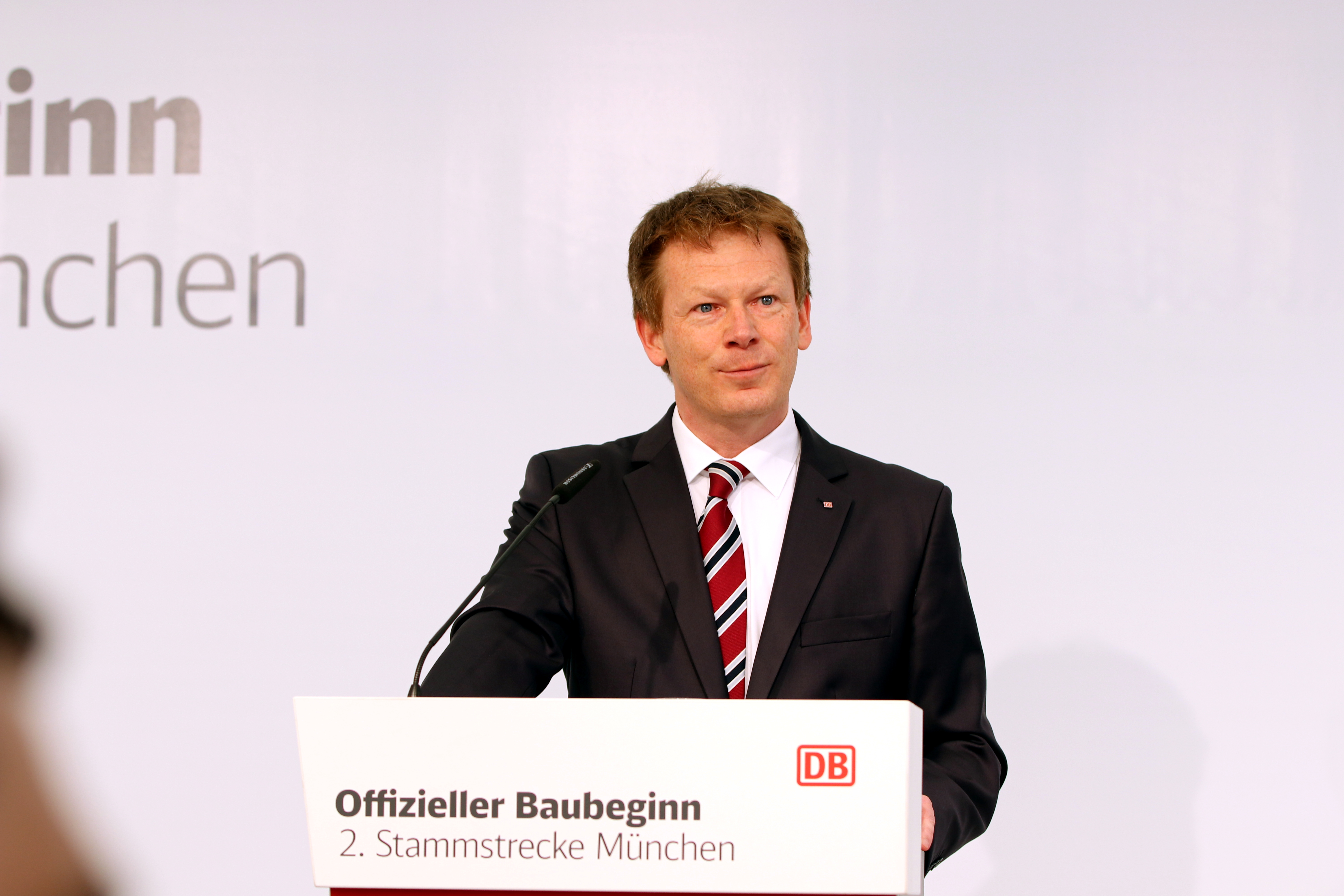
Richard Lutz, 2017

Mit Grubes Rücktritt am 30. Januar 2017 übernahm er dessen Posten als Vorstandsvorsitzender zunächst kommissarisch, bis ihn am 22. März der Aufsichtsrat für fünf Jahre zum Vorstandsvorsitzenden ernannte. Nach sechswöchiger, ergebnisloser Suche nach einem Nachfolger für Grube entschied sich Bundesverkehrsminister Alexander Dobrindt, Lutz als Kandidaten aufzustellen. Laut einem Pressebericht habe Lutz den Vorsitz nicht unbedingt übernehmen wollen.
Am 7. September 2018 verfasste Lutz mit dem weiteren Vorstand ein später als „Brandbrief“ bezeichnetes Schreiben. In diesem Schreiben ging es um die schwierige Situation der Deutschen Bahn, welche sich in den vorherigen Monaten verschlechtert habe. Das Schreiben war an die Führungskräfte der Deutschen Bahn gerichtet. Lutz sprach auch den erheblichen Investitionsbedarf an und kündigte an, dass die Reformen eine längere Zeit in Anspruch nehmen würden. Mit Beschluss des Aufsichtsrats vom 26. September 2018 wurde das bislang von Lutz verantwortete Finanzressort zum 1. Januar 2019 an Alexander Doll übertragen, Doll war vorher Chef der Logistik bei der Deutschen Bahn sowie der DB Cargo.
Während eines Krisentreffens Anfang 2019 zwischen Lutz und Bundesminister Andreas Scheuer (CSU) sowie Staatssekretären, Abgeordneten der Koalitionsparteien, Bahn-Infrastrukturvorstand Ronald Pofalla und Finanzvorstand Alexander Doll verkündete Lutz Maßnahmen zur Verbesserung der Pünktlichkeit und den eventuellen Verkauf der Tochtergesellschaft Arriva, außerdem auch die mögliche Beförderung der Chefs von Konzern-Töchtern aus dem Personen- und Güterverkehr in den Vorstand. Insgesamt musste Richard Lutz dreimal innerhalb von zwei Wochen kurzfristig zu einem Rapport beim Verkehrsminister antreten, um Lösungen für die schlechte Situation der Deutschen Bahn zu finden. Lutz hat sich nach Einschätzung der FAZ (Juli 2020) über die Zeit das Vertrauen des Bundes als Eigentümer erarbeitet. Ende 2019 kam es zu einem Streit um die Vorstandsressorts von Alexander Doll, in dessen Folge sich Bundesverkehrsminister und Aufsichtsrat für Lutz’ Verbleib und die Abberufung von Doll entschieden.
Im Juli 2024 nannte er als Ziel, dass die Deutsche Bahn bis Ende des Jahres schwarze Zahlen schreibe; das Ziel wurde verfehlt. Im Juli 2025 versprach er erneut, dass die Deutsche Bahn bis Ende des Jahres schwarze Zahlen schreibe. Am 14. August 2025 teilte das Bundesministerium für Verkehr mit, den noch bis 2027 laufenden Vertrag als Vorstandsvorsitzender vorzeitig zu beenden. Lutz werde seine Funktion noch geschäftsführend ausüben, bis über eine Nachfolge entschieden ist.

#### Vergütung als Bahnchef
Die Vergütung des Bahnvorstandes, insbesondere die von Lutz, erfuhr 2023 ein großes Medienecho. Lutz erhielt 2022 eine feste Vergütung von 0,968 Millionen Euro und eine variable Vergütung von 1,261 Millionen Euro. Zwar seien die Ziele für „Pünktlichkeit“ und „Kundenzufriedenheit“ verfehlt worden, jedoch seien sie mit erfüllten und übererfüllten Zielen, z. B. „Frauen in Führung“ und „Mitarbeitenden-Zufriedenheit“, verrechnet worden.

## Privates
Lutz ist verheiratet und hat drei erwachsene Kinder. Er spielt in seiner Freizeit Schach. Als Turnier-Schachspieler trat er in den 1980er Jahren in Erscheinung. So erreichte er 1981 bei der deutschen Jugendmeisterschaft den zweiten Platz, gehörte der Sportfördergruppe der Bundeswehr an und spielte mit dem SC Miesenbach in der 2. Schachbundesliga.